# Anikanga
Anikanga Mahadipada est un roi usurpateur du royaume de Polonnaruwa au Sri Lanka  en 1209.

## Contexte
Anikanga Mahadipada est le frère ou le demi-frère de Nissanka Malla et le père de l'enfant-roi Dharmasoka. Il est gouverneur de Maya Rata, lorsqu'il  usurpe le trône pendant dix-sept jours avant d'être assassiné par l'un de ses généraux nommé Camunakka qui le trahit et rétablit la reine Lilavati sur le trône.